# Paragobiodon echinocephalus
Paragobiodon echinocephalus es una especie de peces de la familia de los Gobiidae en el orden de los Perciformes.

## Morfología
Los machos pueden llegar a alcanzar los 4 cm de longitud total.

## Reproducción
Es  monógamo. 

## Hábitat
Es un pez de Mar y, de clima tropical y asociado a los  arrecifes de coral. 

## Distribución geográfica
Se encuentra desde el Mar Rojo y el África Oriental hasta las Islas Marquesas, las Tuamotu, las Islas Ryukyu y la Isla de Lord Howe.

## Observaciones
Es inofensivo para los humanos. 